# Maritana
Maritana es una grand opéra en tres actos con música de William Vincent Wallace y libreto de Edward Fitzball (1792–1873). La ópera se basa en la obra teatral Don César de Bazan de Adolphe d'Ennery y Philippe François Pinel Dumanoir (1806–1865), que era también la fuente material para la opéra comique de Jules Massenet Don César de Bazan. (El personaje de Don César de Bazan había aparecido por vez primera en la obra de Victor Hugo titulada Ruy Blas.) Se estrenó en el Theatre Royal, Drury Lane el 15 de noviembre de 1845, dirigida por Julius Benedict. 
La primera de las seis óperas de Wallace, la obra es citada a menudo como una inspiración para un truco de la trama en la ópera cómica de Gilbert and Sullivan The Yeomen of the Guard en la que un hombre se casa con una mujer mientras espera en la cárcel a ser ejecutada, se escapa y, mientras está disfrazado, la pareja se enamora.

## Personajes
| Personaje                         | Tesitura               | Reparto del estreno, 15 de noviembre de 1845 (Director:) |
| --------------------------------- | ---------------------- | -------------------------------------------------------- |
| Carlos II, rey de España          | bajo                   | Borrani                                                  |
| Don José de Santarém, su ministro | bajo                   | H. Phillips                                              |
| Don Cæsar de Bazan                | tenor                  | William Harrison                                         |
| Marquis de Montefiori             | bajo                   | H. Horncastle                                            |
| Lazarillo, un muchacho pobre      | mezzosoprano           | Miss Poole                                               |
| Alcalde                           | bajo                   | Morgan                                                   |
| Capitán de los guardias           | barítono               |                                                          |
| Maritana, una gitana              | soprano                | Elizabeth Rainforth ('Emma Romer')                       |
| Marquesa de Montefiori            | mezzosoprano o soprano | Mrs. Selby                                               |
| Barquero                          |                        |                                                          |
| Soldados, pueblo y gitanos (coro) |                        |                                                          |